# معروف سعد
معروف سعد (1910- 6 آذار 1975)، سياسي قومي عربي من لبنان، كان يعد من أبرز شخصيات مدينة صيدا قبل أن يتوفى إثر إطلاق النار عليه أثناء تظاهرة مناهضة للحكومة.

## ولادته ونشأته
وُلد معروف سعد سنة 1910 لأب مزارع في أسرة شعبية تعمل بالبساتين. درس في مدرسة الفنون الإنجيلية بصيدا، وتخرج سنة 1929 من مدرسة عاليه الوطنية.اشتُهر في شبابه بحبه للرياضة والفروسية وعُرف كبطل رياضي. عمل في التدريس بين 1930 و1936 في كل من لبنان وسوريا وفلسطين.

## مشواره في الكفاح
ربط معروف سعد بين مفاصل النضال الثلاثة: الوطني، والقومي، والاجتماعي. فناضل على كل الصعد ضد الاستعمار والاستبداد.
- نظم هجومات مسلحة على قوافل التموين المتوجهة إلى قوات الاحتلال البريطاني والعصابات الصهيونية في فلسطين.
- سنة 1936 قاد تظاهرات غاضبة ضد الانتدابين الفرنسي والبريطاني، واعتقل بعد اقتحامه قشلة صيدا انتقاماً لاستشهاد عدد من المناضلين الصيداويين برصاص الدرك.

· بين سنتي 1941 و1945 أنشأ فرقة عسكرية مكونة من العرب اللبنانيين والفلسطينيين والسوريين، ودربها في غوطة دمشق، وقادها في العديد من العمليات ضد المستعمرين الفرنسيين والإنكليز، فاعتقل في سجن قلعة راشيا لأكثر من سنة.
- عُين ناظراً داخلياً في كلية المقاصد في صيدا فحولها مصنعاً للحركة الوطنية والقومية العربية المناضلة.

## دعمه للقضية الفلسطينية
تنبه سعد منذ ثلاثينيات القرن الماضي لمخاطر الصهيونية على القطر العربي الفلسطيني، وآمن بالمقاومة طريقاً لمواجهة أطماع العصابات الصهيونية. هرّب السلاح إلى المقاتلين في فلسطين بالتنسيق مع عبد القادر الحسيني. كان السلاح ينقل بالسفن إلى صيدا فيقوم معروف بتفريغه ليلاً قبالة كلية المقاصد، ويخبئه في أقبيتها ويكلف المختصين بتصليحه، ثم يقوم بتهريبه براً إلى داخل فلسطين. التحق بالثورة الفلسطينية في مدينة طولكرم بالضفة الغربية عام 1937م، ونفذ عمليات عسكرية ضد الصهاينة فمنحته الثورة لقب «مجاهد».
- سنة 1948 ارتحل إلى فلسطين على رأس مجموعة فدائيين صيداويين وقاتلوا في المالكية. من بين رفاقه في المجموعة: خضر سكيني (أبو درويش) الذي أُصيب بكتفه وساقه، وشعبان فنوني، وأحمد بسيوني، وسليم الشياح، وديب عكرة الذي استشهد في إحدى المعارك. ومن رفاق نضاله محمد زغيب الذي كان على رأس سرية مقاتلة واستشهد في المالكية. ظل معروف ورفاقه يقاتلون الصهاينة في المالكية لساعات طويلة، وقد جاء في تقرير القيادة العسكرية العربية: «إن ما يحدث في المالكية لم يعد معركة.. بل أصبح بطولة...».

· عُين مفوضاً في الشرطة بين عامي 1949 و1957 فكان نصير المظلومين، يغض النظر عن تظاهراتهم ويرفض تنفيذ قرارات قمعها.
· بين عامي 1954 و1957 وقف في طليعة المتصدين للأحلاف الاستعمارية ضد الأمة العربية (حلف بغداد، ومشروع أيزنهاور).
· سنة 1956 نظم حملات التطوع للقتال مع مصر ضد العدوان الثلاثي الفرنسي والبريطاني والإسرائيلي.
· سنة 1955 تعرف على الزعيم القومي العربي جمال عبد الناصر.
· سنة 1957 انتخب ممثلاً عن الشعب في الندوة البرلمانية، واستمر ممثلاً لهم لأربع دورات متتالية فكان صوت الفقراء والمهمشين في البرلمان. ومما قاله خصومه في فوزه:«النيابة زحفت إليه، ولم يزحف هو لها».
· سنة 1963 جمع بين النيابة ورئاسة بلدية صيدا التي ترشح لها ونجح مع لائحته، فشهدت البلدية في عهده نقلات نوعية في توفير الخدمات المحقة للصيداويين. وأنشأ فوج الإطفاء، وأنار الشوارع، وفتح المدارس ودار المعلمين ومهنية صيدا، ووفر مياه الري للبساتين، وأكمل تجهيز مستشفى صيدا الحكومي، وشجع تأسيس النوادي والجمعيات الرياضية والثقافية والكشفية، ودافع عن قيام النقابات العمالية والزراعية، وأسس مكتبة شعبية للقراءة، عدا عن انجاز بناء بيوت التعمير وحي رجال الأربعين.
· سنة 1970 أسس التنظيم الشعبي الناصري.
عمل مفوضا في الشرطة بين 1949 و1957. شغل منصب رئيس بلدية صيدا بين 1963 و1973. انتخب كعضو في المجلس النيابي سنوات 1957، 1960، 1964، 1968، بينما انهزم في انتخابات 1972. أسس بعام 1973 حزب التنظيم الشعبي الناصري. توفي في 6 مارس 1975 متأثرا بجروح أصيب بها إثر إطلاق النار عليه في 26 فبراير أثناء مشاركته في مظاهرة لصيادي السمك. بقيت ملابسات الحادث غير واضحة وقد شكلت وفاته أحد أبرز العوامل التي ساهمت في شحن الجو والتهيئة لاندلاع الحرب الأهلية اللبنانية.
- في 26 شباط 1975 بينما كان يقود تظاهرة لصيادي الأسماك ضد تشريع الدولة لاحتكار شركة بروتيين صيد السمك على طول الساحل اللبناني، أطلق على قلب معروف وأردته شهيداً في 6 آذار 1975.

«من انجازاته»:
مشروع تعمير عين الحلوة
بعد زلزال 1956 كان معروف وراء بناء بيوت التعمير في عين الحلوة، وسهر شخصياً على اتمام المشروع ووقف يراقب عمليات صب الباطون خوفاً من تلاعب المتعهد. حرص على التعويض على المتضررين المستحقين من دون محسوبيات، ومرة اضطر شخصياً إلى اقتحام عدد من تلك البيوت بعد أن استولى عليها بعض مناصريه من غير المستحقين فطردهم بالقوة ورمى بأثاثهم من الشرفات. أنجز معروف التعمير وجاهد لإيصال الحق لأهله - منزل بثمن مقبول لكل متضرر فقد منزلاً، إطمأن وفرح لفرح الناس، لكنه رفض أن يُخلد اسمه على مباني التعمير، ورفض أن تتقاطر الوفود إلى منزله لشكره على ما كان يعتبره واجباً وطنياً وانسانياً.
وأنشأ فوج الإطفاء، وأنار الشوارع، وفتح المدارس ودار المعلمين ومهنية صيدا، ووفر مياه الري للبساتين، وأكمل تجهيز مستشفى صيدا الحكومي، وشجع تأسيس النوادي والجمعيات الرياضية والثقافية والكشفية، ودافع عن قيام النقابات العمالية والزراعية، وأسس مكتبة شعبية للقراءة، عدا عن انجاز بناء بيوت التعمير وحي رجال الأربعين.

## من أقواله
- زندنا يسترد حقنا.. ارادتنا تعيد لنا الكرامة.. عندما نتقن صناعة الموت نستحق الحياة.
- نرفض الهزيمة ونتمسك بالكفاح، مهما كان شاقاً وطويلاً، ونصر على أن ما أخُذ بالقوة لا يسترد بغير القوة.
- إن ارادة القتال هي السلاح الأمضى لاستعادة الحق السليب في فلسطين.
- القضاء على الاستعمار في أية بقعة من بقاع العالم هو نصر لنا ونصر للحرية والأحرار في كل مكان.

## حياته الأسرية
متزوج وله 6 أبناء
- منى سعد.
- مصطفى سعد.
- جميلة سعد.
- أسامة سعد (نائب بالبرلمان)
- وفاء سعد.
- شهناز سعد.

## وصلات خارجية
مركز معروف سعد الثقافي